# Rycerze wiary
Rycerze wiary – tajny ruch francuski, arystokratyczny i dewocyjny, działający w latach 1810-1826.
Założony w 1810 przez Ferdynanda de Bertier, syna intendenta Paryża zamordowanego przez rewolucjonistów 22 lipca 1789, któremu wyrwano serce, by je obnosić po ulicach na bukiecie kwiatów.

## Zasady i cele organizacji
Rycerze Wiary zostali oparci na wzorach masońskich, mieli stanowić zakon religijny, polityczny i rycerski, który miał zwalczać ruchy rewolucyjne we Francji. Do zakonu należało wielu członków Kongregacji. Nowych członków przyjmowano jedynie po złożeniu uroczystej przysięgi i wtajemniczeniu. Nowi członkowie mogli pokonywać kolejne stopnie wtajemniczenia, od towarzysza, poprzez koniuszego i rycerza szpitalnego, aż do stopnia Rycerza Wiary. 
Członkowie prowadzili głównie działalność dobroczynną i udzielali pomocy ubogim, jednak najbardziej wtajemniczeni zajmowali się działalnością polityczną. Organizacją kierowała dziewięcioosobowa Najwyższa Rada. Wielkim Mistrzem Zakonu był Mathieu de Montmorency. Na każdy departament Francji przypadała jedna "chorągiew" zakonu, przy czym deputowani do Izby Deputowanych stanowili osobną chorągiew. 
Jest prawdopodobne, że członkowie zakonu pomogli Anglikom opanować Bordeaux 12 marca 1814 roku. Za czasów restauracji dążyli do przejęcia władzy przez ultrarojalistów. Popierali utworzenie i pomagali w wyłonieniu składu rządu Villèle'a. W tym okresie Rycerze Wiary liczyli w całej Francji około 48 tysięcy członków, z czego ponad stu zasiadało w Izbie Deputowanych. Villèle posługiwał się tym zapleczem na tyle zręcznie, że podporządkował sobie Rycerzy Wiary zasiadających w Izbie, co skłoniło założyciela Zakonu, Ferdynanda de Bertier, do rozwiązania go prawdopodobnie w styczniu 1826.

## Znani członkowie zakonu
- Ferdinand de Bertier de Sauvigny, założyciel.
- Anne Pierre et Bénigne Louis de Sauvigny, brat Ferdynanda i współzałożyciel.
- Alexis de Noailles, przyjaciel Bertiera z Kongregacji i współzałożyciel.
- Markiz de Vibraye, współzałożyciel.
- Hrabia Hippolyte de Solages, mąż siostry Ferdynanda i współzałożyciel.
- Hrabia Louis de Noailles, adiutant Bernadotte'a.
- Juliusz de Polignac, ostatni premier Karola X i członek Najwyższej Rady zakonu.
- Armand de Polignac, brat Juliusza.
- Mathieu Jean Félicité, książę de Montmorency-Laval, minister spraw zagranicznych w 1821, Wielki Mistrz Rycerzy Wiary i członek Najwyższej Rady.
- Eugène de Montmorency, brat Mathieu.
- Hrabia Adrien de Rougé, deputowany ultrarojalistyczny i szef organizacji w 1822.
- Jean-Baptiste de Villèle, premier za panowania Ludwika XVIII i Karola X, członek Najwyższej Rady.
- Hippolyte de Barrau.
- Książę Gaspard de Clermont-Tonnerre.
- François-René de Chateaubriand, słynny pisarz, jeden z liderów partii ultrarojalistycznej, z dużym prawdopodobieństwem członek zakonu.
- Hrabia de Clermont-Mont-Saint-Jean, przewodniczący chorągwi Paryża w 1810.
- Louis de Gobineau, sekretarz chorągwi Pariża w 1810.
- De Gombault, członek z Bordeaux.
- Louis de la Rochejaquelein, członek z  Bordeaux.
- Gain-Montagnac, delegat z chorągwi Paryża.
- Franchet d'Esperey, dyrektor generalny policji.
- Guy de Delavau, prefekt policji paryskiej w 1821.